# District de Diu
Le district de Diu (portugais : Distrito de Diu) est l'un des trois districts du territoire de l'Union de Dadra et Nagar Haveli et Daman et Diu en Inde. Le district est composé de l'île de Diu et de deux petites enclaves sur le continent indien. Le siège du district est à Diu. C'est le neuvième district le moins peuplé du pays (sur 640 en 2011).

## Histoire
Diu faisait historiquement partie de la région du Saurashtra au Gujarat.
Le district de Diu (Distrito de Diu) a été créé en tant que division administrative de l'Inde portugaise (Estado da Índia) dans la première moitié du XIXe siècle. Il était dirigé par un gouverneur de district, subordonné au gouverneur général de l'Inde portugaise à Goa. Le district comprenait la seule municipalité de Diu, qui était encore subdivisée en paroisses civiles.
Il est resté un territoire d'outre-mer du Portugal jusqu'à son annexion par les forces indiennes le 19 décembre 1961. De 1961 à 1987, il faisait partie du territoire de l'Union de Goa, Daman et Diu. En 1987, il est devenu une partie du territoire nouvellement formé de Daman et Diu puis de Dadra et Nagar Haveli et Daman et Diu en 2020.

## Géographie
Le district de Diu occupe une superficie de 40 km2.
Il se compose de l'île de Diu et d'une partie sur le continent : la péninsule de Ghoghla et le petit territoire de Simbor à 20 km à l'est de l'île de Diu.

### Île de Diu

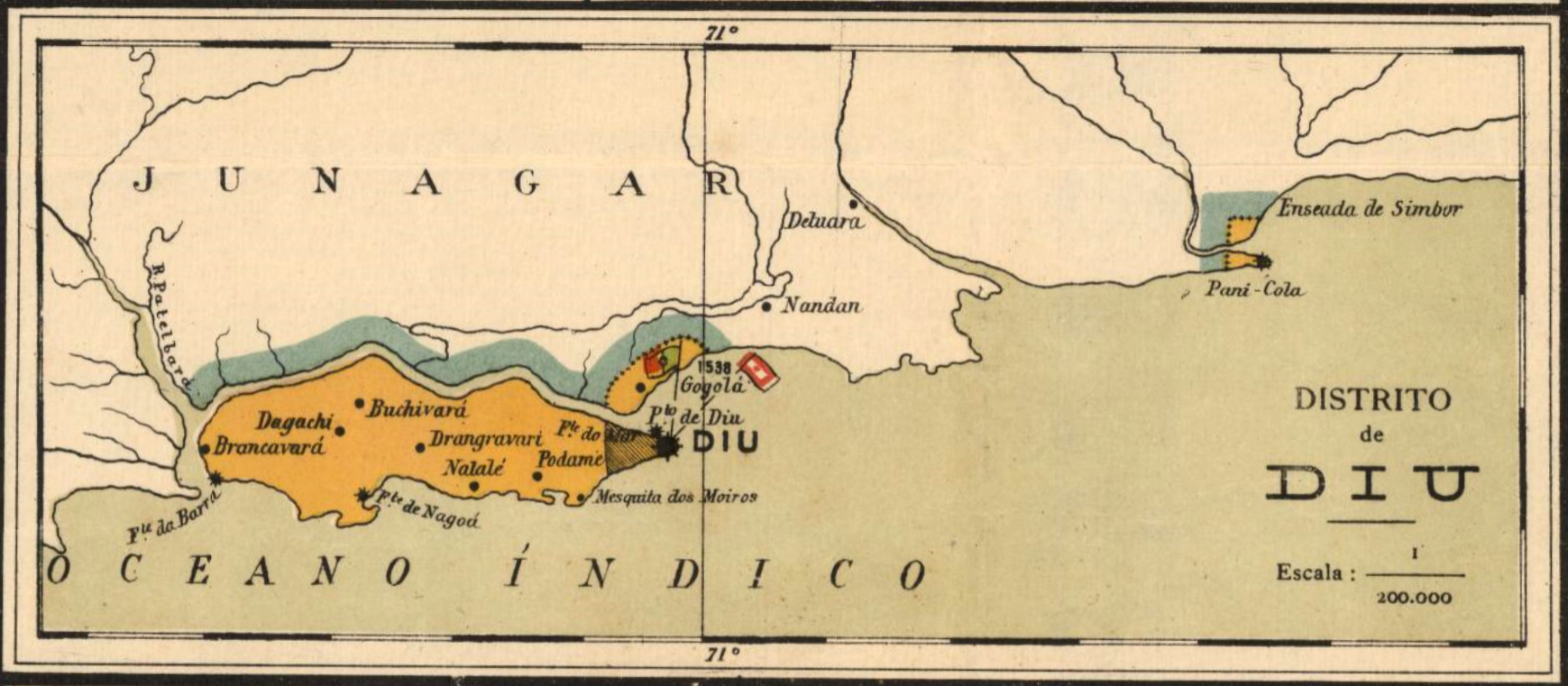
Carte portugaise des années 1920 montrant le district de Diu

L'île de Diu est l'endroit où se trouve la ville de Diu. Le Fort Diu est également situé sur l'île de Diu. 

Le Fort Diu a été construite en 1535 par les Portugais, lorsque Bahadur Shah, le sultan du Gujarat, a demandé leur aide pour résister à une attaque de Nasir ud-din Muhammad Humayun, le deuxième empereur moghol.

### Continent
La zone sur le continent borde le district de Somnath Gir au Gujarat. Il contient le village de Ghoghla. Le village se trouve sur le continent en face de l'extrémité orientale de l'île.
Le minuscule territoire de Simbor, situé à environ 25 km à l'est de la ville de Diu, fait également partie du district.

## Démographie
Selon le recensement de 2011, le district de Diu a une population de 52 074 personnes pour une densité de 1 301 habitants au km2. C'est le 631e district le plus peuplé d'Inde (sur un total de 640 en 2011). Son taux de croissance démographique au cours de la décennie 2001-2011 était de 17,73%. Diu a un rapport entre les genres de 1030 femmes pour 1000 hommes et un taux d'alphabétisation de 83,36%.

## Villes jumelles
L'île de Diu est jumelée avec la ville de Loures, au Portugal.

## Tourisme
Diu abrite divers bâtiments et monuments à l'architecture de style portugais.
Forteresses et églises
- Fort Diu
- Église Saint-Thomas
- Grottes de Nadia
- Église Saint-Paul
- Fortim do Mar

Plages
- Nagoa
- Ghoghla (plus grande plage de l'île de Diu)
- Chakratirth
- Gomtimata

### Galerie

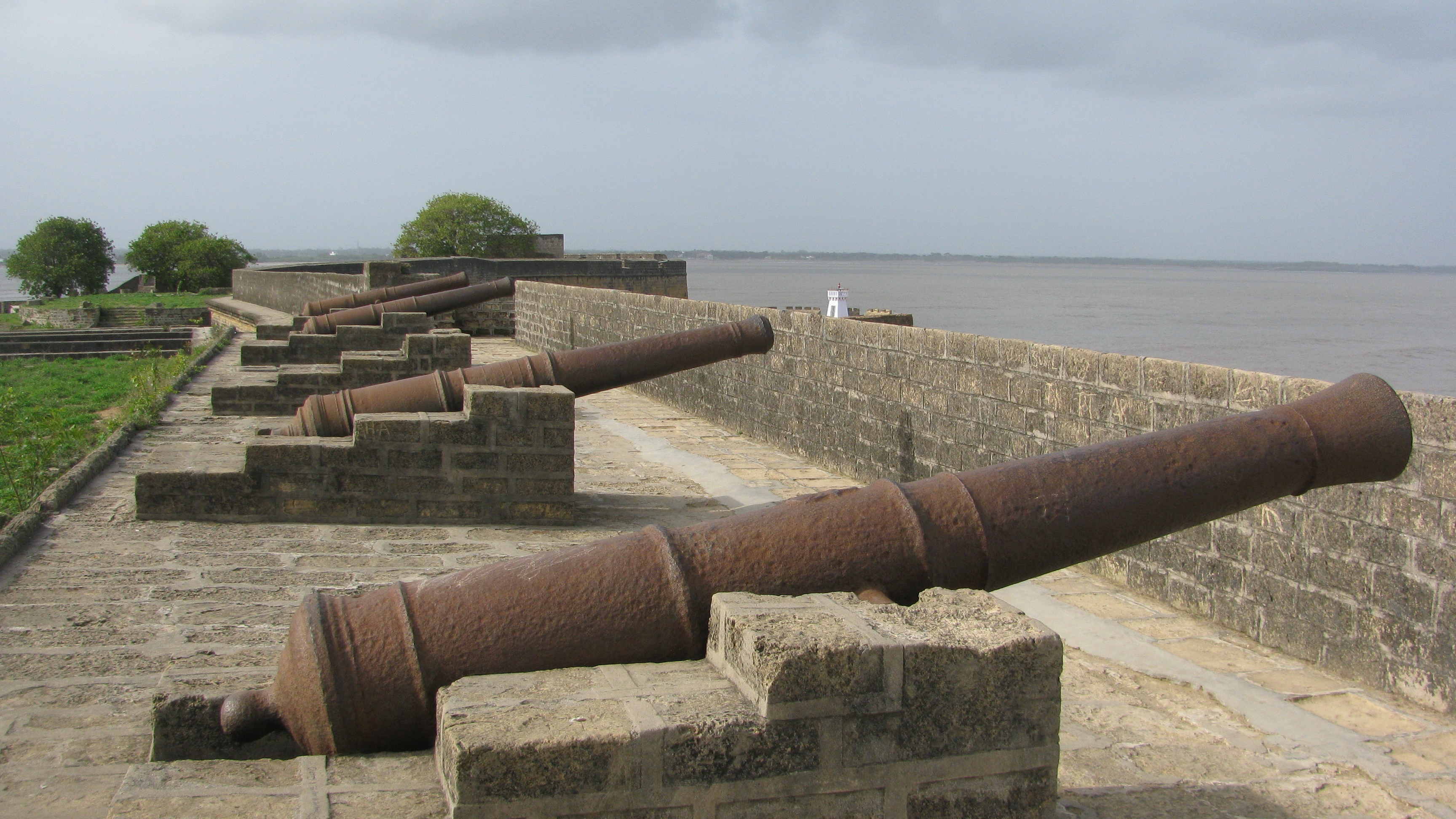
Canons fixes du Fort Diu
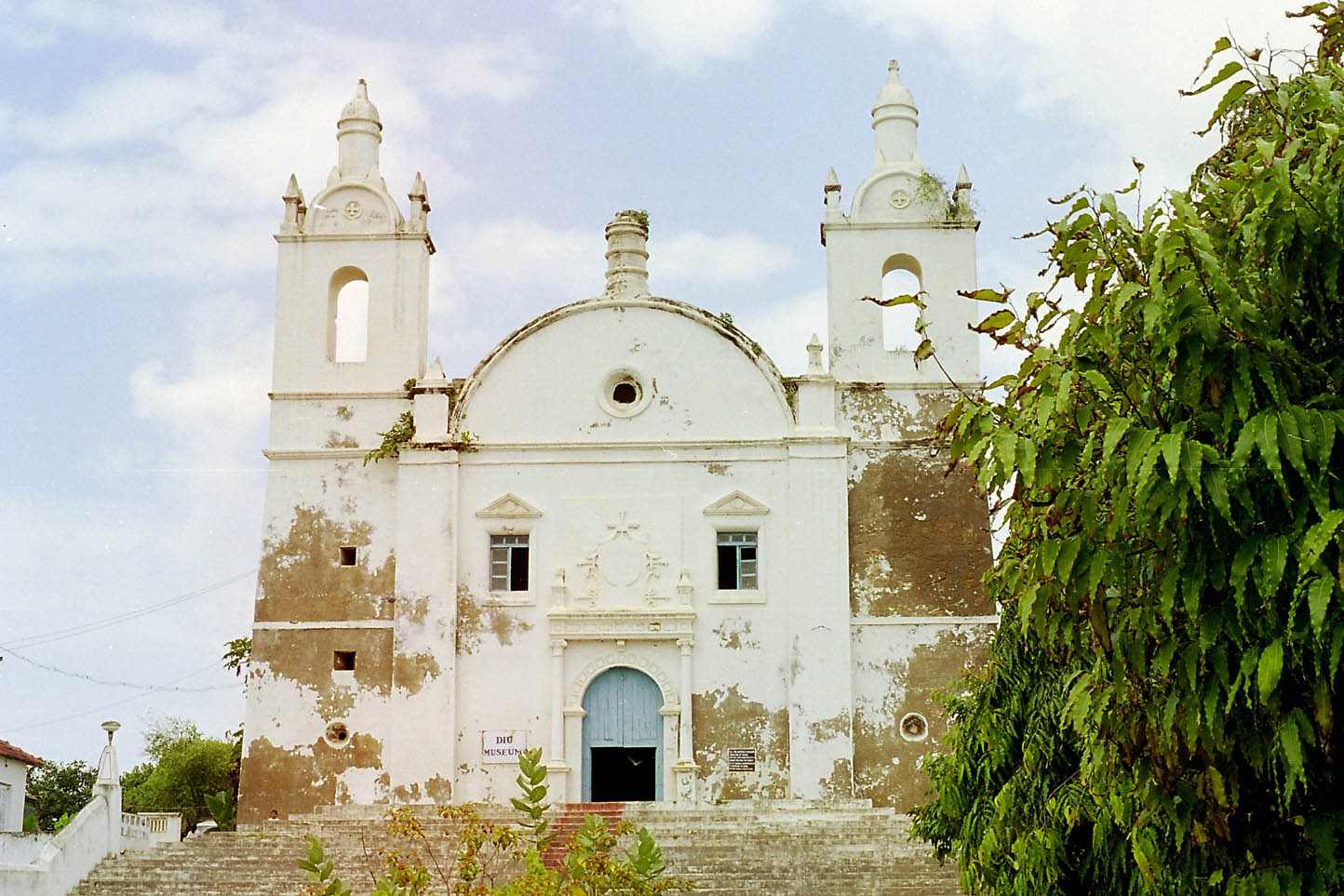
Église Saint-Thomas, Diu
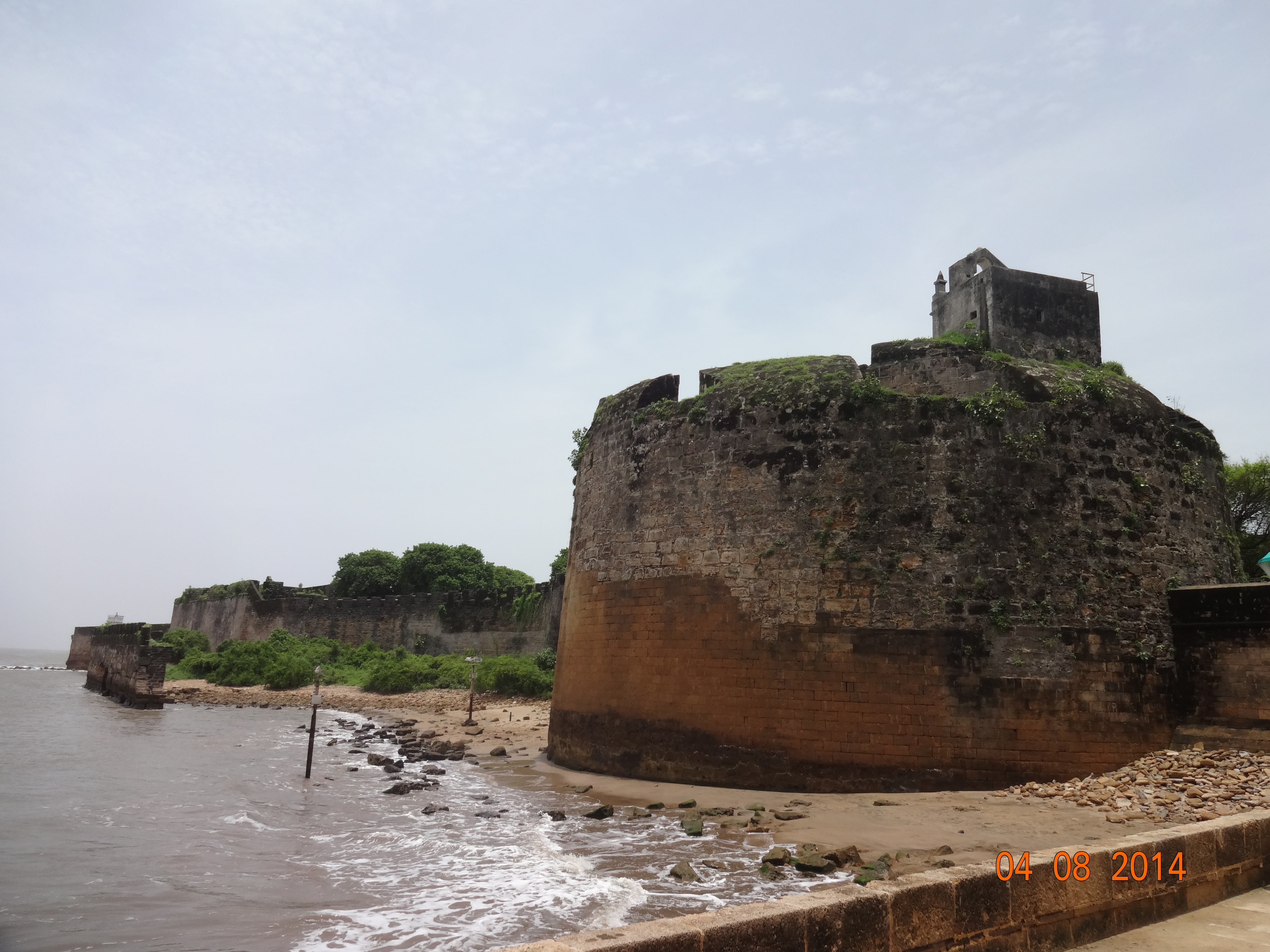
Fort Diu
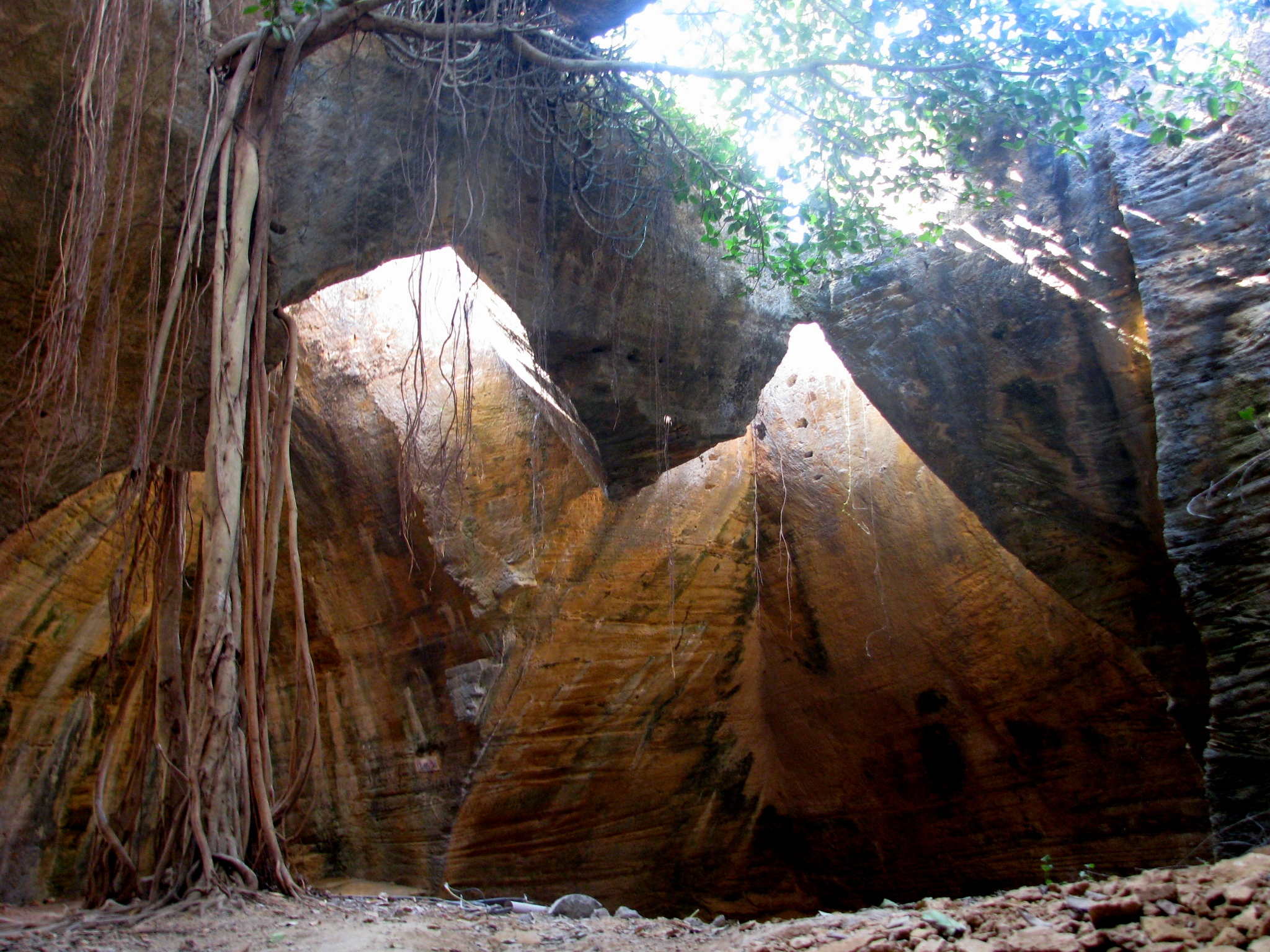
Grottes Nadia
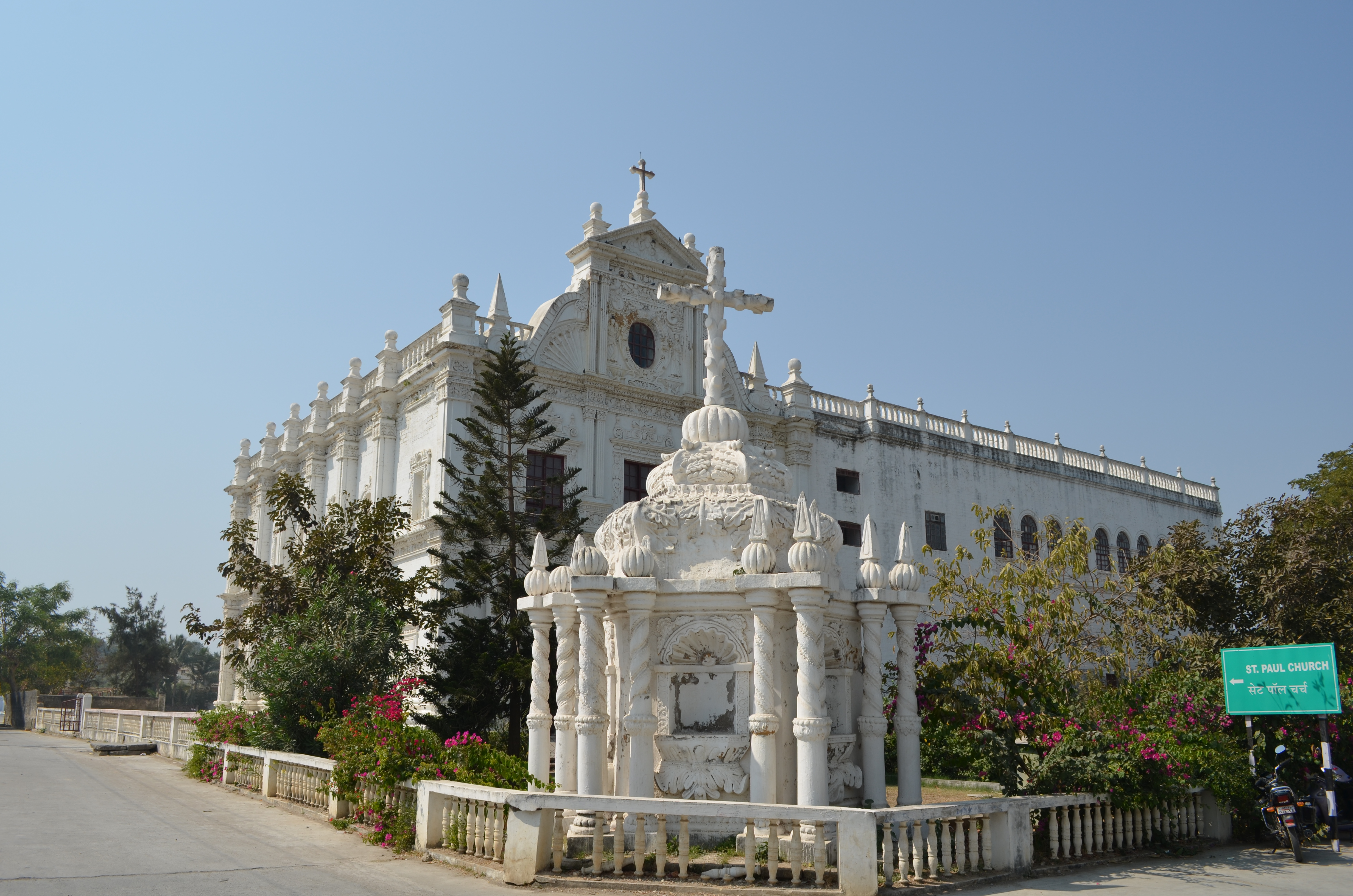
Église Saint-Paul, Diu
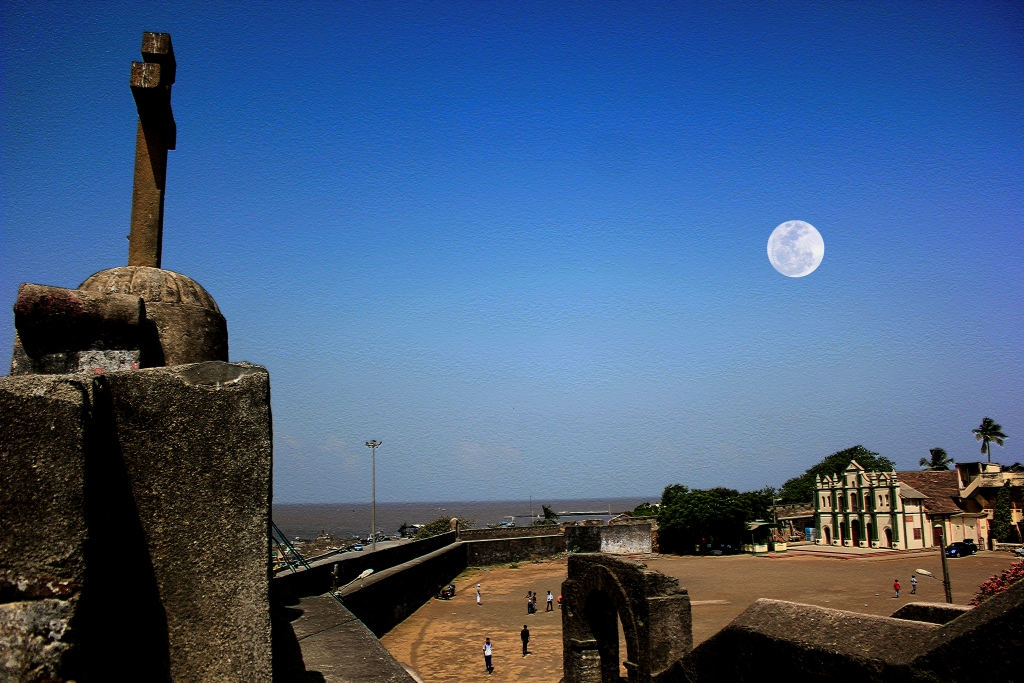
Église de Fort Nani
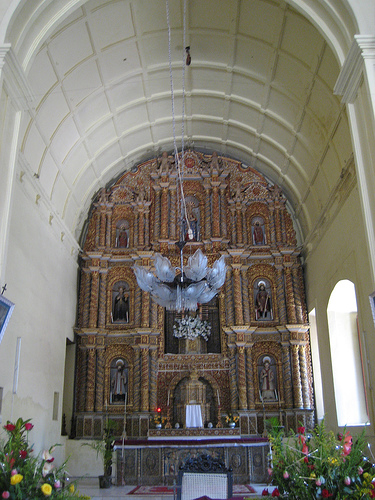
Cathédrale de Se
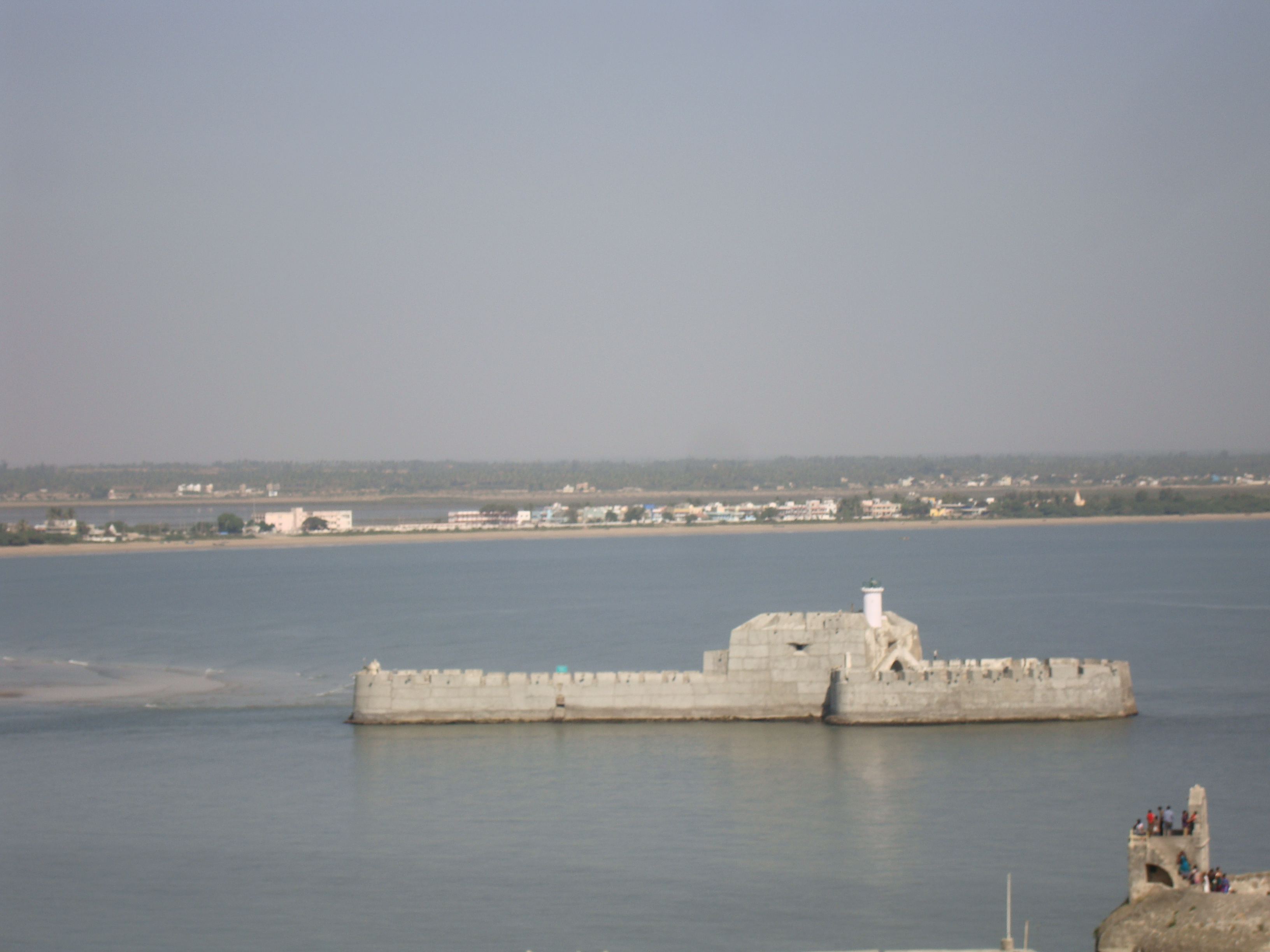
Vue de la prison de Water Fort depuis le Fort Diu avec sa tour de guet
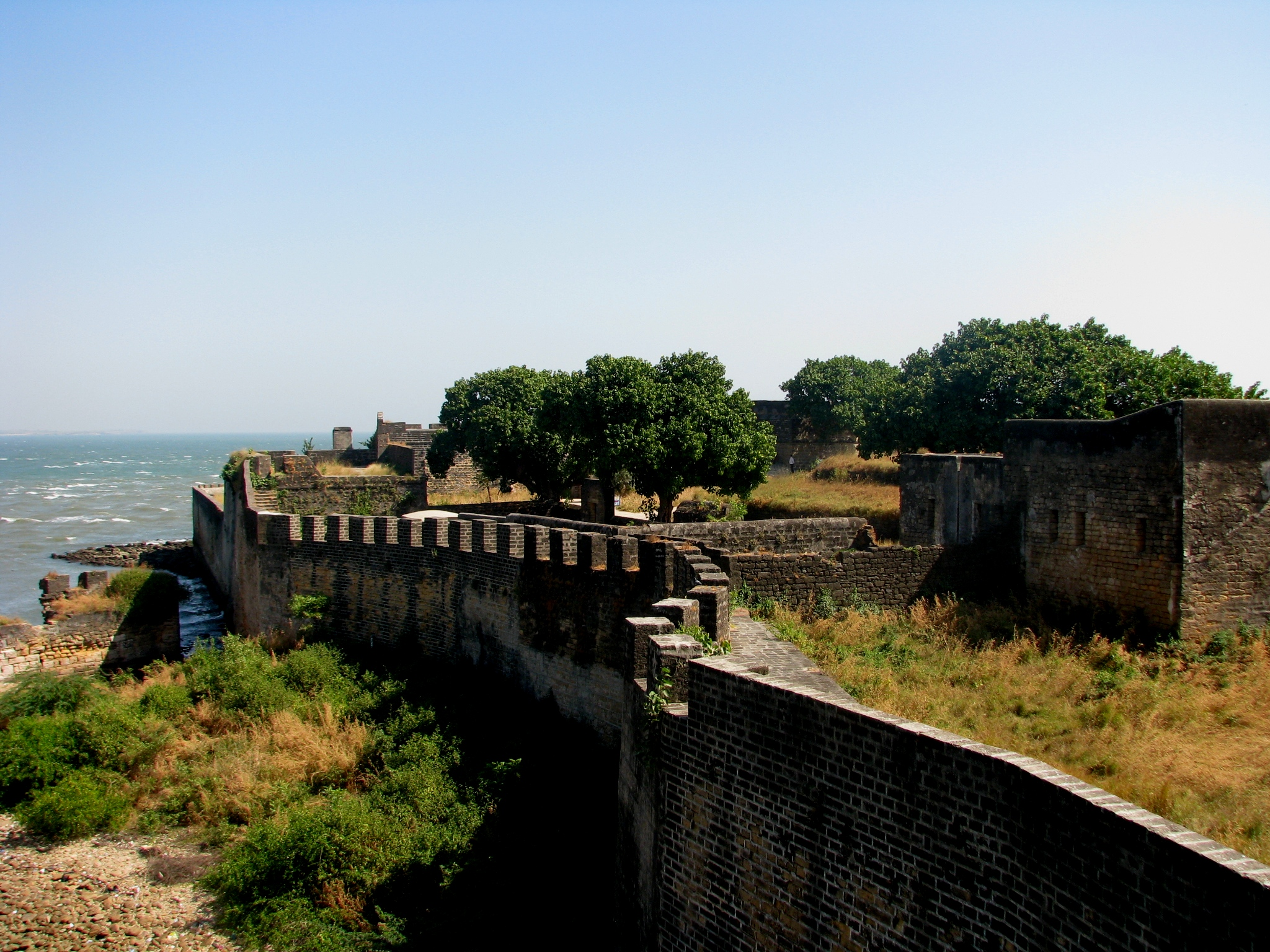
Fort portugais